# Число вершинного покрытия
Число вершинного покрытия графа {\displaystyle G} — размер наименьшего вершинного покрытия в нём.
Поскольку задача о вершинном покрытии является NP-полной, то, к сожалению, неизвестны алгоритмы определения числа вершинного покрытия в произвольном графе, работающие за полиномиальное время.
В любом графе {\displaystyle G=(V,E)} число вершинного покрытия {\displaystyle \tau (G)} связано с числом независимости {\displaystyle \alpha (G)} первым тождеством Галлаи: {\displaystyle \alpha (G)+\tau (G)=|V|}, более того, дополнение к наименьшему вершинному покрытию является наибольшим независимым множеством вершин.
В любом графе {\displaystyle G} также справедливо неравенство {\displaystyle \tau (G)\geq \nu (G)}, где {\displaystyle \nu (G)} — число паросочетания графа {\displaystyle G}. В двудольном графе {\displaystyle G}, вследствие Теоремы Кёнига, {\displaystyle \tau (G)=\nu (G)}. Поэтому в двудольных графах задача определения {\displaystyle \tau (G)} решается за полиномиальное время.